# Lophopoenopsis albosparsus
Lophopoenopsis albosparsus là một loài bọ cánh cứng trong họ Cerambycidae.